# Luonnonmaa fornborg
Luonnonmaa fornborg (finska: Luonnonmaan linnavuori) är en möjlig fornborg belägen i stadsdelen Linnavuori på ön Luonnonmaa i Nådendal i det finländska landskapet Egentliga Finland.

## Fornborgen
Fornborgen ligger cirka 1,8 kilometer söder om Nådendals klosterkyrka. Luonnonmaa är en 10 kilometer lång ö strax utanför Nådendals gamla stad. Fornborgen är en klippig höjd som reser sig mer än 30 meter över omgivningen. Norr om höjden ligger Viialanjärvi, som numera delvis har vuxit igen till sankmark.
Branta klippor skyddar den norra och nordvästra sidan av borgen, medan andra sidor skulle ha behövt försvarsstrukturer. En inventering som utfördes av Gunlög Ahlbäck i 1957 fann inga egentliga stenmurverk. Däremot finns rader av stenar som löper snett nedför sluttningarna, samt grus och sand i sluttningarna, vilket kan vara rester av försvarsanläggningar. Dessa stenrader kan inte förklaras av forntida havsvågor, och sand borde heller inte finnas på sluttningarna till följd av strandprocesser.
Toppen av höjden är jämn och där har det tidigare funnits ett trianguleringtorn, av vilket endast infästningsbultarna i berget återstår.

## Undersökningar
Platsen har inte undersökts arkeologiskt. Däremot har den studerats ytligt vid två tillfällen: år 1957 av Gunlög Ahlbäck och år 2006 av Jouko Pukkila.